# مسابقات جهانی تنیس روی میز ۱۹۹۱
مسابقات جهانی تنیس روی میز ۱۹۹۱ (انگلیسی: 1991 World Table Tennis Championships) چهل و یکمین دوره مسابقات جهانی تنیس روی میز است که در شهر چیبا، ژاپن برگزار شده‌است.
این مسابقات از ۲۴ آوریل تا ۶ مه ۱۹۹۱ در دو بخش تیمی و انفرادی انجام شده‌است.

## نتایج

### تیمی
| رویداد     | طلا                                                                            | نقره                                                                        | برنز                                                                                    |
| تیمی مردان | سوئد · میکل اپلگرین · پیتر کارلسون · اریک لیند · یورگن پرسون · یان اووه والدنر | یوگسلاوی · زوران نیکولا · ایلیا لوپولسکو · زوران پریموراتس · Robert Smrekar | چکسلواکی · Milan Grman · Tomáš Janči · Petr Javurek · Petr Korbel · Roland Vimi         |
| تیمی زنان  | Korea Hong Cha-ok هیون جونگ-هوا ری پون-هوی یو سون-بوک                          | چین · Chen Zihe · دنگ یاپینگ · گائو جون · چیائو هونگ                        | فرانسه · Emmanuelle Coubat · Sandrine Derrien · Xiaoming Wang-Dréchou · Agnès Le Lannic |

### انفرادی
| رویداد        | طلا                        | نقره                  | برنز                            |
| انفرادی مردان | یورگن پرسون                | یان اووه والدنر       | کیم تیک-سو                      |
| انفرادی مردان | یورگن پرسون                | یان اووه والدنر       | ما ونگ                          |
| انفرادی زنان  | دنگ یاپینگ                 | ری پون-هوی            | چان تان لویی                    |
| انفرادی زنان  | دنگ یاپینگ                 | ری پون-هوی            | چیائو هونگ                      |
| دونفره مردان  | پیتر کارلسون توماس وان شیل | لو لین وانگ تائو      | اریک لیند یورگن پرسون           |
| دونفره مردان  | پیتر کارلسون توماس وان شیل | لو لین وانگ تائو      | Andrei Mazunov دمیتری مازونوف   |
| دونفره زنان   | Chen Zihe گائو جون         | دنگ یاپینگ چیائو هونگ | Ding Yaping Li Jun              |
| دونفره زنان   | Chen Zihe گائو جون         | دنگ یاپینگ چیائو هونگ | هو شیائوشین لیو وی              |
| دونفره مختلط  | وانگ تائو لیو وی           | شی چائوجی Chen Zihe   | Kim Song-hui ری پون-هوی         |
| دونفره مختلط  | وانگ تائو لیو وی           | شی چائوجی Chen Zihe   | کالینیکوس کرینگا اوتیلیا بادسکو |